# Peter Antoine
Peter Antoine, född 25 september 1944 i Essen i Tyskland, död 12 oktober 2023 i Hällevik i Sölvesborgs kommun, Blekinge län, var en tysk-svensk fotbollsspelare- och tränare. Under sin karriär tränade han lag som Mjällby AIF, Assyriska FF och Gefle IF.
Antoine gjorde sig känd som en tränare med hetsigt temperament. Efter att hans personlighet blev uppmärksammad av sportredaktionerna på SVT och TV4 värvades han som expertkommentator till TV4:s satsning på engelsk fotboll, Tipslördag. Då TV4 slutade sända engelsk fotboll slutade även Antoine som regelbunden expertkommentator i TV. Han agerade dock även senare i rollen vid enstaka tillfällen, bland annat under fotbolls-VM 2006.
Peter Antoine var tysk medborgare. Han avled den 12 oktober 2023 efter sviterna av en lunginflammation.

## Utanför karriären
- Peter Antoine deltog i Anna Skippers TV-program Du är vad du äter, i ett avsnitt som sändes den 1 november 2007.[12]
- I april 2008 blev Antoine misshandlad på perrongen på Stockholms centralstation vilket resulterade i ett antal stygn efter sjukhusbesök.[13]
- Antoine har deltagit i elektronikkedjan Media Markts reklamsatsning.[14]
- Under ManagerZones början var Peter Antoine en frontfigur för spelet.
- Antoine gjorde reklam för Media Markts konkurrent Siba i början av 2012.[15]

## Tränarkarriär
- Katrineholms SK
- Broby GoIF
- Gefle IF (1976)
- IFK Åmål
- Vilans BoIF
- Högadals IS
- IFK Mora (1984-1985)
- Mjällby AIF (1990-1992)
- Jonsereds IF (1993)
- Mjällby AIF (1994-1996)
- IFK Karlshamn (1997)
- Kalmar AIK (1998)
- Assyriska FF (1999-2001)
- Karlskrona AIF (2002)
- MABI (2004)
- Hasslö GoIF (2004)
- Sölve BK (2005)